# サンクチュアリ (テレビドラマ)
『サンクチュアリ』（英: Sanctuary）とは2008年からアメリカ合衆国で製作されたSFテレビドラマである。

## 概要
制作スタッフはスターゲイトSG-1及びスターゲイト アトランティスを制作したスタッフである。スターゲイトSG-1のSeason7からスターゲイト アトランティスが開始され、スターゲイト アトランティスが2008年に終了したため、制作スタッフが新たなドラマを製作に至った。
また、制作スタッフが同じであるためキャストは主演のアマンダ・タッピングをはじめサブキャストに共通点が見られる。
詳しくは下記スターゲイトとの類似点を参照。

## 登場人物

### レギュラー
ヘレン・マグヌス(Dr.Helen Magnus)
演 - アマンダ・タッピング、日本語吹替 - 高島雅羅
157歳の科学者。米国のサンクチュアリだけでなくSGNのトップでもある。
20世紀の米国の大統領とは仲が良くナチス・ドイツの降伏文書調印にも同席した。また、アインシュタインとも親交があった。
原子力潜水艦の操縦が出来る。
ウィル・ジンマーマン(Dr.Will Zimmerman)
演 - ロビン・ダン、日本語吹替 - 平川大輔
元FBI所属の法医学精神科医だが、組織人不適格者の烙印を押され首になった。
その後カヴァノー刑事に評価されたため所轄署につとめるが、そこでも組織人不適格者とされてしまう。そこをヘレンに救われサンクチュアリにつとめることになる。
ヘンリー・フォス(Henry Foss)
演 - ライアン・ロビンズ、日本語吹替 - 伊勢直弘
以前からサンクチュアリにつとめていたが雇われた経緯は不明。
様々な兵器を開発するが欠陥品が多い。ニコラやウィルに低い給料と待遇を嘆いている。
アシュリーマグヌス(Ashley Magnus)
演 - エミリー・アリーラップ、日本語吹替 - 佐古真弓
ヘレンとジョンの子供で、独自に銃を購入しアブノーマルの捕獲をしている。その活発さからカバールの陰謀を阻止するためにカバール本部に乗り込んだためカバールに捕まってしまう。
その後遺伝子操作され瞬間移動などの特殊技能を身につけサンクチュアリに攻撃を仕掛ける。しかし、サンクチュアリの反撃により死亡する。
ジョン・ダリット(John Druitt)
演 - クリストファー・ハイアーダール、日本語吹替 - 木下浩之
元々はバンパイアで大量のパワーが備わっていた。しかしそのせいでロンドン切り裂きジャック事件を起こしてしまう。
ケイト・フリーランダー(Kate Freelander)
演 - Agam Darshi、

### サブキャスト
(米国で放送されたため名前が完全に明らかになった人もいるがここでは日本で放送されている範囲でわかっている名前だけ載せる)
- カヴァノー刑事(Joe Kavanaugh)
- ウィットカム(Dana Whitcomb)
- ニコラ・テスラ(Nikola Tesla)
- ジェームズ・ワトソン(James Watson)

## 用語
Abnormals アブノーマル
作品中では単数形の形で表示される。一般の動物とは遺伝子的に異なる動物のことを指す。人間などに危害を加える種もいるのでサンクチュアリが捕獲を行う。
Bhalasamm バラサーム
インド山奥にある都市。バンパイア文明発祥の地で複雑な地形に隠され長らく発見されていなかったが16世紀頃に発見され破壊された。しかし、それ以来発見されていない。この都市の地下にはバンパイアの血液を保存した貯蔵庫がある。
branch 支部
サンクチュアリの支部は地球上に数多く存在する。わかっている限りが以下の都市（子午線を東方向の向きに順）。
- ロンドン モスクワ デリー 北京 東京 モントリオール  米国は都市不明。

Cabal カバール
米国に本部がある大規模財団。その影響力は大きいがSGN程ではない。目的はアブノーマルの選別でそのために戦士を製作したこともある。
Five ファイブ
17世紀頃ロンドンにいた科学の発展を求める人達で結成されたグループ。メンバーは「Helen Magnus」「John Druitt」「Nikola Tesla」「James Watson」「Nigel Griffin」。全員がバンパイアの血液を体内に取り入れた結果特殊技能が備わった。
順に不老、瞬間移動及び空間移動、バンパイアになる、頭脳明晰、透明。
Sanctuary サンクチュアリ
17世紀頃にヘレンの父が作った施設。全世界に支部があり本部は米国。だが、ヘレンの父親はイギリスにいた為ヘレンが本部を米国に移したと考えられる。
SGN エス・ジー・エヌ
Sanctuary Global Networkの略。本部の米国をはじめとする地球上の支部全てのこと。
Sound wave weapon 音波兵器
ヘンリーが製作した兵器だが欠陥が多く一部の生物にはほとんど効果がない。
Watchman 番人
モルガン・ル・フェイなどの魔女を保存していた倉庫を守っている生物。
元はスコットランド沖の孤島にしか生息していなかったが何らかの方法で島を離れサンクチュアリを攻撃する。
何者が作ったかはわからないが大量にいるため遺伝子が劣化しているとみえ体力が非常に弱い。

## エピソード

### Season1(13話)
| 題名                    | 邦題                       | 監督            | ゲスト             |
| ----------------------- | -------------------------- | --------------- | ------------------ |
| Sanctuary For All,Part1 | 聖域～サンクチュアリ～前編 | Martin Wood     | Kandyse McClure    |
| Sanctuary For All,Part2 | 聖域～サンクチュアリ～後編 | Martin Wood     | Cainan Wiebe       |
| Fata Morgana            | 戦いの女神                 | Martin Wood     |                    |
| Folding Man             | ノーマッド～放浪者～       | James Head      | Peter Outerbridge  |
| Kush                    | 鬼神の山                   | Martin Wood     | Sarah Strange      |
| Nubbins                 | 小悪魔ナビン               | Peter DeLuise   | Katharine Isabelle |
| The Five                | ファイブ～聖なる五人～     | Martin Wood     | Colin Corrigan     |
| Edward                  | エドワードの絵             | Brenton Spencer | Michael Eisner     |
| Requiem                 | レクイエム～鎮魂～         | Martin Wood     | 無し               |
| Warriors                | カバールの戦士             | S.A. Adelson    | Byron Lawson       |
| Instinct                | 本能と野心                 | S.A. Adelson    | Rekha Sharma       |
| Revelations,Part1       | 聖なる血～前編～           | Martin Wood     | Peter Wingfield    |
| Revelations,Part2       | 聖なる血～後編～           | Martin Wood     | 無し               |

### Season2(13話)
| 題名                | 邦題                     | 監督            | ゲスト             |
| ------------------- | ------------------------ | --------------- | ------------------ |
| End of Nights,Part1 | 悪夢の果てに～前編～     | Martin Wood     | 無し               |
| End of Nights,Part2 | 悪夢の果てに～後編～     | Martin Wood     | 無し               |
| Eulogy              | 母と子                   | Brenton Spencer | 無し               |
| Hero                | ヒーローになりたかった男 | Martin Wood     | Chris Gauthier     |
| Pavor Nocturnus     | 守りし者                 | Brenton Spencer | 無し               |
| Fragments           | 愛と憎しみの狭間で       | S. A. Adelson   | Anne Marie DeLuise |
| Veritas             | 真実                     | Amanda Tapping  |                    |
| Next Tuesday        | 次の火曜日               | Martin Wood     |                    |
| Penance             | 償いの時                 | Brenton Spencer |                    |
| Sleepers            | 乗っ取られた計画         | S.A. Adelson    |                    |
| Haunted             | 魔物                     | Peter DeLuise   |                    |
| Kali,Pt.Ⅰ           | 黒き女神〜前編           | Martin Wood     |                    |
| Kali,Pt.Ⅱ           | 黒き女神〜後編           | Martin Wood     |                    |